# Mormonillidae
Mormonillidae (лат.) — семейство веслоногих ракообразных, единственное в составе отряда Mormonilloida  Boxshall, 1979 из надотряда Podoplea (Neocopepoda, Copepoda).

## Описание
Мелкие ракообразные. Тело сочленением между сегментами 4 и 5. Просома с цефалосомой и 4 свободными сомитами; уросома с 4 сегментами у самки и 5 у самца. Антеннулы длинные, но только с 3 или 4 сегментами, геникулированные с обеих сторон у самца. Рот с не очень заметными лабрумом и лабиумом. Ротовые придатки как у гнатостомы Cyclopoid, атрофированы у самца. Плавательные ноги двучленистые, многосегментные. 5-я пара ног отсутствует (P5 у самки полностью отсутствует, а у самца P5 редуцирован, представлен 2 волосками по обе стороны от вентральной срединной линии. P6 слит у самки, представлен невооруженным общим генитальным оперкулюмом; представлен невооруженным генитальным оперкулюмом у самца. Парные срединные яйцевые мешки, каждый содержит 2 яйца.

## Классификация
Включает 2 рода и 4 вида.
- Mormonilla Giesbrecht, 1891 (=Corynuropsis Scott T., 1892)

- ?Mormonilla atlantica Wolfenden, 1905 (→Neomormonilla minor)
- Mormonilla phasma Giesbrecht, 1891 (=Corynuropsis tenuicaudatus Scott T., 1892)

- Neomormonilla Ivanenko & Defaye, 2006

- Neomormonilla extremata Ivanenko & Defaye, 2006
- Neomormonilla minor (Giesbrecht, 1891)

- =Mormonilla atlantica Wolfenden, 1905
- =Mormonilla minor Giesbrecht, 1891

- Neomormonilla polaris (G. O. Sars, 1900)

- =Mormonilla polaris Sars G.O., 1900